# Barleria spinifolia
Barleria spinifolia är en akantusväxtart som beskrevs av John Richard Ironside Wood. Barleria spinifolia ingår i släktet Barleria och familjen akantusväxter. Inga underarter finns listade i Catalogue of Life.